# 竹原市立竹原中学校
竹原市立竹原中学校（たけはらしりつ たけはらちゅうがっこう）は、広島県竹原市にある公立中学校である。
竹原市街北寄り、市を通る賀茂川沿いに位置。

## 校訓
- 求真
- 心・知・体 合一

## 学校概要
竹原市内にて最大規模、また広島県南部にて規模第二位の中学校であり、生徒数は461名、クラス15組（平成23年）。1985年頃には一学年360名、9クラス規模の学校であったが、その後減少。現在は一学年150名前後、3-4クラス編成である。市内4校（竹原市立竹原小学校、竹原市立竹原西小学校、竹原市立大乗小学校、竹原市立中通小学校）他、一部地域からの出身生により構成される。
学校舎は本館および新館の2つから構成されている他、プール、柔道・剣道場等の設備も備える。そのため、広島県南部地区及び豊田竹原地区での部活動による大会なども当校で実施されることが多い。近年では市街での地域密着の行事も行われている。

### 部活動実績
- 剣道部・・・中学校全国大会、及び中国大会出場。
- 柔道(相撲)部・・・同じく全国大会、中国大会出場。2009年度全国大会では個人日本一に輝いた。
- 吹奏楽部・・・広島県大会出場。

## 沿革
- 1947年4月1日 - 竹原中学校及び下野中学校を、両小学校校舎借用のもと設立。
- 1948年5月1日 - 学校再編成。組合立竹原中学校に改名。
- 1949年4月1日 - 竹原高等女学院跡に移転。
- 1952年4月1日 - 竹原町、下野村合併により、竹原町立竹原中学校に改称。
- 1958年4月1日 - 大乗中学校を合併。
- 1958年11月1日 - 市制施行により、竹原市立竹原中学校に改称。
- 1973年10月16日 - 下野町成井(現住所)に移転。
- 1974年10月10日 - 体育館落成。
- 1976年9月3日 - プール落成。
- 1984年2月28日 - 増築校舎(新館)完成。
- 1987年7月1日 - エレベータ設置。
- 1999年8月27日 - 体育館アリーナ改装、カウンセリングルーム設置。
- 2009年5月1日 - プール修繕工事完了。
- 2011年3月1日 - 本館耐震工事完了、改装。

## 交通アクセス
- 西日本旅客鉄道（JR西日本）呉線竹原駅から徒歩15分。
- 国道185号から新本渡橋西詰を北に入り、突き当りの橋交差点を左。浄水場付近。

## 著名な出身者
- 山路哲生（プロ野球審判員）